# Мандзароли, Пьеранджело
Пьеранджело Мандзароли (итал. Pierangelo Manzaroli; 25 марта 1969, Италия) — сан-маринский футболист, завершивший игровую карьеру, полузащитник и защитник. Выступал за сборную Сан-Марино. С февраля 2014 по 31 декабря 2017 года был главным тренером сборной Сан-Марино.

## Карьера

### Клубная
Пьеранджело Мандзароли начал свою карьеру в клубе «Кайлунго», позже играл за итальянские «Сан-Марино Кальчо» и «Олимпию Секкьяно». В сезоне 1999—2000 вернулся в сан-маринское первенство, перейдя в «Пеннароссу». Отыграл за неё 4 сезона, 2 из них — в качестве играющего главного тренера. В 2004 году стал играющим главным тренером «Либертаса». Отыграв там 4 сезона на позиции защитника, закончил игровую карьеру.

### В сборной
За сборную Сан-Марино провёл 38 матчей, в которых не забил ни одного гола.

### Тренерская
В сезоне 2004/05 привёл «Пеннароссу» к золотому дублю, завоевав Кубок страны и титул чемпионов. За время пребывания в «Либертасе» завоевал Кубок страны. Так же под его руководством команда сыграла в квалификации Кубка УЕФА вничью с ирландским клубом «Дроэда Юнайтед», что является самым первым успехом в истории сан-маринского клубного футбола на еврокубковой арене.
В 2007 году Пьеранджело перешёл работать во вторую сборную Сан-Марино, собираемую для выступления в любительском Кубке регионов УЕФА. Благодаря победе над представителями Венгрии (1:0) и ничьей с македонцами (1:1) сумел вывести команду во второй раунд квалификационных соревнований.
В 2009 году руководил юниорами (игроки не старше 15 лет) на молодёжном турнире в Ньоне, на котором привёл своих подопечных к победе над лихтенштейнцами.
В 2010 году возглавил молодёжную сборную страны, и 1 июня 2012 года в отборочном матче Евро-2013 против греков она набрала первое очко в своей истории. На счету сан-маринской молодёжи на момент данной ничьей уже было две победы, но обе — технические. Над Швецией (недоступная ссылка) и Арменией (недоступная ссылка) соответственно.
В июле 2012 года Мандзароли получил тренерскую лицензию второй категории А, став, таким образом, всего лишь вторым её обладателем в стране.
В начале февраля 2014 года заменил Джампаоло Маццу на посту тренера главной сборной страны.

## Достижения

### Как игрока
- Победитель Чемпионата Сан-Марино: 2004
- Победитель Кубка Сан-Марино: 2004, 2006

### Как тренера
- Победитель Чемпионата Сан-Марино: 2004
- Победитель Кубка Сан-Марино: 2004, 2006